# Leefbaar Brabant/BOF
Leefbaar Brabant/Brabantse Onafhankelijke Fractie was een politieke partij in Noord-Brabant (Nederland) en was een voortzetting van de politieke groepering Brabantse Onafhankelijke Fracties (BOF).
Vanaf de Nederlandse provinciale verkiezingen van 11 maart 2003 had Leefbaar Brabant één zetel in de Provinciale Staten van Noord-Brabant. Deze zetel werd vanaf 2003 vervuld door Aloysia Jetten-van Heeswijk uit Heeswijk-Dinther. Daarvoor was Louis van der Kallen uit Bergen op Zoom het gezicht van de partij als lijsttrekker en fractievoorzitter van 1999-2003.
Leefbaar Brabant was in de Eerste Kamer aangesloten bij de Onafhankelijke Senaatsfractie (OSF). De OSF had één zetel in de Eerste Kamer, die vervuld werd door Henk ten Hoeve van de FNP.
De partij hanteerde de zogenaamde Partijen op Niveau-filosofie. In hun eigen woorden wil dat zeggen: "Ons streven is dat ieder niveau (gemeente, provincie, 2de Kamer, 1ste Kamer en Europees Parlement) eigen onafhankelijke politieke partijen kennen die wel goed samenwerken maar geen hiërarchische controle kennen."
In maart 2007 deed de partij onder de naam Brabantse Partij mee aan de Provinciale Statenverkiezingen.
Sinds 2006-'07 is de partij voortgezet onder de naam Brabantse Partij.